# ضغط الامتلاء

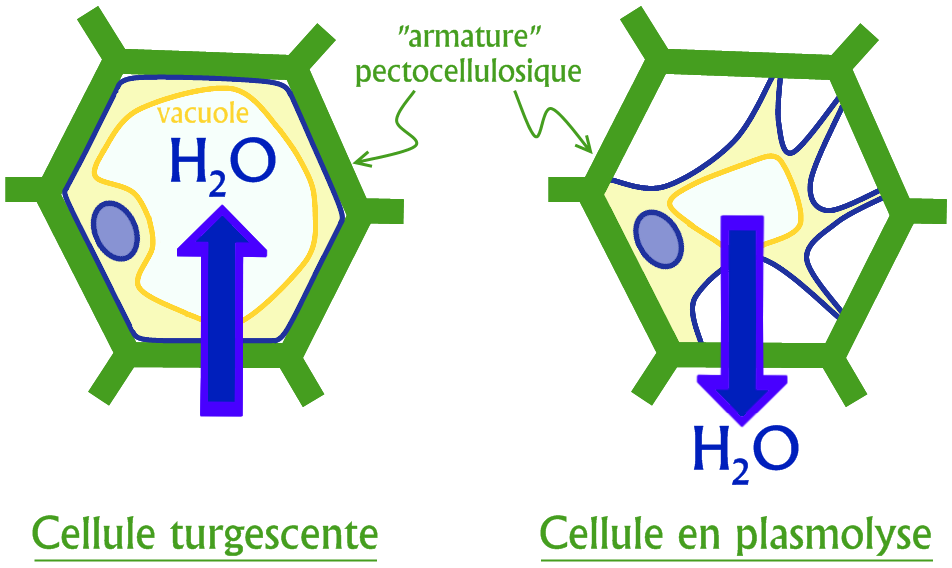

ضغط الامتلاء هو ضغط يدفع الغشاء الخلوي ضد جدار خلايا النباتات، والبكتيريا، والفطريات، وكذلك خلايا الطلائعيات التي تمتلك جدراً خلوية.

## التورم
هذا الضغط - التورم - يحدث من خلال التدفق الأسموزي للماء من المناطق ذات التركيز المنخفض من خارج الخلية إلى الفجوة في الخلية، والتي تمتلك تركيزاً أعلى. الخلايا النباتية الصحية تتورم وتعتمد النباتات على التورم للحفاظ على الصلابة. في المقابل، لم يتم ملاحظة هذه الظاهرة في الخلايا الحيوانية التي لا تحتوي جدر خلوية لمنعها من الانفجار بوساطة الماء المتدفق إلى الخلية، حيث يجب عليها ضخ الماء إلى خارج الخلية باستمرار أو العيش في محلول متساوي التوتر حيث لا يوجد ضغط أسموزي.

## التقنية
ظاهرة طبيعية تعرف باسم الأسموزية تسبب تدفق الماء من منطقة منخفظة التركيز إلى منطقة عالية التركيز حتى تتساوى نسبة التراكيز إلى الماء. عادة, ينتشر المذاب في اتجاه المتوازن أيضاً, ومع ذلك فإن جميع الخلايا محاطة بغشاء دهني ثنائي والذي يسمح بتدفق الماء من وإلى الخلية, ولكنه يحد من تدفق المذاب في ظروف كثيرة. ونتيجة لذلك فإن الخلية عندما توضع في محلول منخفض التوتر, يندفق الماء إلى الغشاء ويزداد حجم الخلية.
في نهاية المطاف يتوسع غشاء الخلية بحيث يدفع في اتجاه معاكس لجدار الخلية. وعند هذه النقطة نقول أن الخلية متورمة. في محلول متساوي التوتر, يتدفق الماء إلى الخلية بنفس معدل تدفقه للخارج. يتم تقليل الضغط الذي يدفع غشاء الخلية في اتجاه معاكس لجدارها, ويتم تسمية الخلية في هذه الحالة بالخلية الرخوة. عندما توضع الخلية في محلول عالي التركيز فإن الماء يتدفق خارجاً إلى المحلول المحيط. وهذا - انحلال الجبلة - يتسبب في ابتعاد الغشاء عن الجدار, ويصبح مسؤولاً عن الذبول في الخلايا النباتية.

## وصلات خارجية
- الضغط الأسموزي.
- كيف تبقى النباتات غير الخشبية مستقيمة؟
- محاكاة للأسموزية مع الغشاء الخلوي المتنقل (التورم الأسموزي وتقلص الخلايا "محاكاة لعملية الامتلاء") نسخة محفوظة 17 فبراير 2011 على موقع واي باك مشين..